# James Mitchell (acteur)
Pour les articles homonymes, voir James Mitchell et Mitchell.
James Mitchell (parfois nommé Jim Mitchell) est un acteur et danseur américain, né à Sacramento (Californie, États-Unis) le 29 février 1920, mort à Los Angeles (Californie, États-Unis) le 22 janvier 2010.

## Biographie
James Mitchell étudie la danse et les arts dramatiques, notamment au Los Angeles City College, en particulier auprès du danseur et chorégraphe Lester Horton. En 1944, il entame à Broadway (New York) une collaboration avec la chorégraphe Agnes de Mille, en participant comme premier danseur à la comédie musicale Bloomer Girl (en). Par la suite, il se produit à Broadway (et "Off Broadway") surtout comme acteur, principalement dans des comédies musicales — dont la création de Brigadoon en 1947 —, mais aussi quelques pièces, la dernière fois en 1974. En outre, dans les années 1950, il danse au sein de l'American Ballet Theatre ou de la compagnie Agnes de Mille Dance Theatre (en) (comme premier danseur en 1953-1954). À Broadway encore, il collabore aussi avec Gower Champion et Jerome Robbins, entre autres.
Comme acteur, il apparaît pour la première fois au cinéma en 1942 et contribue à vingt-et-un films américains, le dernier en 1977, dont plusieurs films musicaux (ainsi, Oklahoma ! en 1955).
À la télévision, James Mitchell participe à quelques séries et téléfilms, entre 1952 et 2009. Un de ses rôles télévisés les mieux connus est celui de Palmer Cortlandt Sr., dans plus de trois-cents épisodes du long feuilleton La Force du destin, le premier en 1979, le dernier en 2009 (épisode diffusé début 2010, moins de trois semaines avant sa mort d'une pneumonie).

## Filmographie

### Au cinéma (intégrale)
- 1942 : Moonlight in Havana d'Anthony Mann
- 1942 : Valley of Hunted Men de John English
- 1943 : Rhythm on the Islands de Roy William Neill
- 1943 : La Sauvagesse blanche (White Savage) d'Arthur Lubin
- 1943 : L'Île aux plaisirs (Coney Island) de Walter Lang
- 1943 : Bordertown Gun Fighters (en) d'Howard Bretherton
- 1943 : Le Fantôme de l'Opéra (Phantom of the Opera) d'Arthur Lubin
- 1944 : Stagecoach to Monterey de Lesley Selander
- 1946 : California Gold Rush de R. G. Springsteen
- 1949 : The House across the Street de Richard L. Bare
- 1949 : Incident de frontière (Border Incident) d'Anthony Mann
- 1949 : La Fille du désert (Colorado Territory) de Raoul Walsh
- 1950 : La Porte du diable (Devil's Doorway) d'Anthony Mann
- 1950 : Le Chant de la Louisiane (The Toast of New Orleans) de Norman Taurog
- 1950 : Stars in My Crown de Jacques Tourneur
- 1953 : Tous en scène (The Band Wagon) de Vincente Minnelli
- 1954 : Au fond de mon cœur (Deep in my Heart) de Stanley Donen
- 1955 : Le Fils prodigue (The Prodigal) de Richard Thorpe
- 1955 : Oklahoma ! de Fred Zinnemann
- 1956 : The Peacemaker (en) de Ted Post
- 1961 : A Touch of Magic de Victor Solow
- 1969 : Slogan de Pierre Grimblat
- 1977 : Le Tournant de la vie (The Turning Point) d'Herbert Ross

### À la télévision (sélection)
- 1960 : Rashomon, téléfilm de Sidney Lumet
- 1964 : Bitter Weird, téléfilm d'Eric Till
- 1975 : The Silence, téléfilm de Joseph Hardy
- 1978 : Drôles de dames (Charlie's Angels), saison 2, épisode 23 Ces dames de la nuit (Little Angels of the Night)
- 1979 : Les Cadettes de West Point (Women at West Point), téléfilm de Vincent Sherman
- 1979 : Lou Grant, saison 2, épisode 20 Convention de Charles S. Dubin
- 1979-2010 : La Force du destin (All my Children), 330 épisodes (rôle de Palmer Cortlandt Sr.)
- 2005 : Summer Bay (Home and Away), épisode 707

## Prestations scéniques (sélection)

### Théâtre à Broadway
Comédies musicales, comme acteur, sauf mention contraire ou complémentaire
- 1944-1946 : Bloomer Girl, musique d'Harold Arlen, lyrics et mise en scène de Yip Harburg, livret de Sig Herzig et Fred Saidy, chorégraphie d'Agnes de Mille, avec Celeste Holm, Dooley Wilson (premier danseur)
- 1945-1946 : Billion Dollar Baby, musique et orchestrations de Morton Gould, lyrics et livret de Betty Comden et Adolph Green, mise en scène de George Abbott, chorégraphie de Jerome Robbins, décors d'Oliver Smith, costumes d'Irene Sharaff, avec Mitzi Green
- 1947-1948 : Brigadoon, musique de Frederick Loewe, lyrics et livret d'Alan Jay Lerner, chorégraphie d'Agnes de Mille, décors d'Oliver Smith, avec Pamela Britton
- 1951-1952 : La Kermesse de l'Ouest (Paint your Wagon), musique de Frederick Loewe, lyrics et livret d'Alan Jay Lerner, mise en scène de Daniel Mann, chorégraphie d'Agnes de Mille, décors d'Oliver Smith (+ assistant-chorégraphe)
- 1957 : Livin' the Life, musique de Jack Urbont, lyrics de Bruce Geller, livret de Dale Wasserman et Bruce Geller, d'après les écrits de Mark Twain
- 1957 : Carousel, musique de Richard Rodgers, lyrics et livret d'Oscar Hammerstein II, d'après la pièce Liliom de Ferenc Molnár, chorégraphie d'Agnes de Mille, décors d'Oliver Smith, avec Barbara Cook, Howard Keel, Victor Moore (reprise)
- 1958 : Winkelberg, pièce de Ben Hecht, avec Robert Earl Jones (Off Broadway)
- 1959 : First Impressions, musique de Bo Goldman, lyrics de Glenn Paxton, livret d'Abe Burrows, d'après la pièce Orgueil et Préjugés (Pride and Prejudice), adaptation par Helen Jerome du roman éponyme de Jane Austen, avec Polly Bergen, Farley Granger, Hermione Gingold
- 1961-1963 : Carnival !, musique et lyrics de Bob Merrill, livret de Michael Stewart, mise en scène et chorégraphie de Gower Champion, avec Jerry Orbach
- 1964 : Le Vicaire (The Deputy), pièce, adaptation par Jerome Rothenberg du roman éponyme de Rolf Hochhuth, mise en scène d'Herman Shumlin, avec Emlyn Williams, Ian Wolfe
- 1969 : Come Summer, musique de David Baker, lyrics et livret de Will Holt, mise en scène d'Agnes de Mille, décors d'Oliver Smith, avec Margaret Hamilton (assistant-metteur en scène, non crédité)
- 1973 : Le Père (The Father), pièce d'August Strindberg (Off Broadway)
- 1974 : Mack & Mabel, musique et lyrics de Jerry Herman, livret de Michael Stewart, mise en scène et chorégraphie de Gower Champion, avec Bernadette Peters, Robert Preston

### Ballets
Productions de l'American Ballet Theatre, à New York
- 1950-1951 : Rodeo, musique d'Aaron Copland, décors d'Oliver Smith, chorégraphie d'Agnes de Mille (reprise)
- 1955 : Fall River Legend, musique de Morton Gould, décors d'Oliver Smith, chorégraphie d'Agnes de Mille (reprise)
- 1956 : Rib of Eve, musique de Morton Gould, décors d'Oliver Smith, chorégraphie d'Agnes de Mille (création)